# Walter Kuntze
Walter Kuntze, nemški general, * 23. februar 1883, † 1. april 1960.